# Ornithine oxoglutarate
Ornithine oxoglutarate (OGO) hoặc ornithine α-ketoglutarate (OKG) là một loại thuốc được sử dụng trong điều trị gan. Đó là muối được hình thành từ ornithine và axit alpha-ketoglutaric. Nó cũng được sử dụng để cải thiện sức khỏe dinh dưỡng ở bệnh nhân cao tuổi.